# Ракель Паласіо
Ракель Харамільйо (англ. Raquel Jaramillo; нар. 13 липня 1963), більш відома під дошлюбним прізвищем матері Паласіо — американська письменниця, ілюстраторка, графічна дизайнерка. Авторка кількох романів для дітей, серед яких бестселер «Диво», адаптований до кіноверсії 2017 року.

## Біографія
Американка першого покоління (її батьки були колумбійськими іммігрантами), Паласіо народилася 13 липня 1963 року у Нью-Йорку. Відвідувала Вищу школу мистецтв та дизайну на Мангеттені, а потім вступила до школи дизайну Парсонса. Провела юність в Американському університеті в Парижі, де багато подорожувала, перш ніж повернутися в Нью-Йорк. 

## Творчість
Починала кар'єру в ілюстрації. Її перші роботи з'явились у «The Village Voice» та «The New York Times Book Review», що врешті-решт увійшло в її кар'єру художнього директора кількох великих книговидавничих компаній. Вона створила тисячі книжкових обкладинок у багатьох жанрах художньої та нехудожньої літератури, включаючи Пола Остера, Томаса Піншона, Салмана Рушді, Луїзу Ердріх, Сью Графтон і Джона Фоулза (серед багатьох інших).
Окрім створення обкладинок книг, Паласіо проілюструвала кілька книг для дітей, які були видані під її іменем з народження, зокрема «Пітер Пен: Оригінальна казка про Неверленд»; «Ride Baby Ride»; «Ніч перед Різдвом»; «Найзручніші речі в світі»; і «Минулого літа». 
Паласіо також винайшла дитячу іграшку під назвою «Рукавичка Бобо»: це портативна, переносна іграшка для немовлят.
З моменту публікації 14 лютого 2012 року її книга «Диво» стала улюбленою серед вчителів та освітян США. Книгу опубліковано у 45 країнах та продано понад 5 мільйонів примірників по всьому світу. Окрім «ДИВО», Паласіо опублікувала «Книгу рецептів містера Брауна» (серпень, 2014 р.), «365 днів чудес: Оггі і я», (жовтень 2015 р.), Що включає друковані видання оригінальних електронних книг «Електронні книги»: «Джуліан Глава», «Плутон» та «Шинглінг».

## Екранізація
За мотивами «Диво», 17 листопада 2017 року виходить однойменний фільм, в якому знялися Джейкоб Тремблі в ролі Оггі Пулман, Джулія Робертс та Оуен Вілсон. Паласіо виступала виконавчою продюсеркою фільму.

## Особисте життя
Паласіо живе в Брукліні, штат Нью-Йорк, зі своїм чоловіком, двома синами Калебом та Джозефом і двома собаками (Bear та Beau).